# アイランド・シャングリ・ラ 香港
アイランド・シャングリ・ラ 香港 （英語: Island Shangri-La、中国語: 港島香格里拉大酒店）は、シャングリ・ラ・ホテルズ&リゾーツが運営する5つ星ホテル。香港のアドミラリティ（金鐘）エリアに位置し、チムサーチョイ・イースト（尖沙咀）のモーディ・ロードにあるカオルーン・シャングリ・ラ 香港の姉妹ホテル 1991年3月1日にオープンし、ビジネス・トラベラーによって3年連続（2011年‐2013年）「香港のベスト・ビジネス・ホテル」に選ばれている。

## 歴史
アイランド・シャングリ・ラ 香港は、オフィス・タワーやホテル、ショッピング・センターが入った複合施設「パシフィック・プレイス」（88 クイーンズウェイ、金鐘、香港）の開発第二段階にあたる1991年3月1日にオープンした。全三段階の展開における第二段階にあたり、第一段階は1988年に、最後の第三段階は2004年にオープンしている 。565の客室のうち、34室がスイートで、パシフィック・プレイス内で最も高いタワー（高さ213メートル）の上半分を占めている 。ホテル内には8つのレストラン、ビジネス・センター、24時間オープンのヘルス・クラブ、広さ645㎡のボールルーム、7つのファンクションルームがあるほか、専用リムジンも用意されている。タワーの下層階には「トゥー・パシフィック・プレイス」として知られるオフィス・スペースがある 。
パシフィック・プレイスには他にＪＷマリオット・ホテル 香港と、コンラッド 香港の2つのラグジュアリーホテルがある。また、1979年に開通した香港MTRの金鐘駅に直結しており、香港の中心業務地区の東にある金鐘に位置している。前の取締役副社長のウルフガング・クルーガーによると、この立地の良さがビジネス客に人気の理由になっている。アイランド・シャングリ・ラ 香港のビジネス・アメニティには、Wi-Fiが利用可能な車での空港への送迎サービスが含まれている。

## デザインと建築

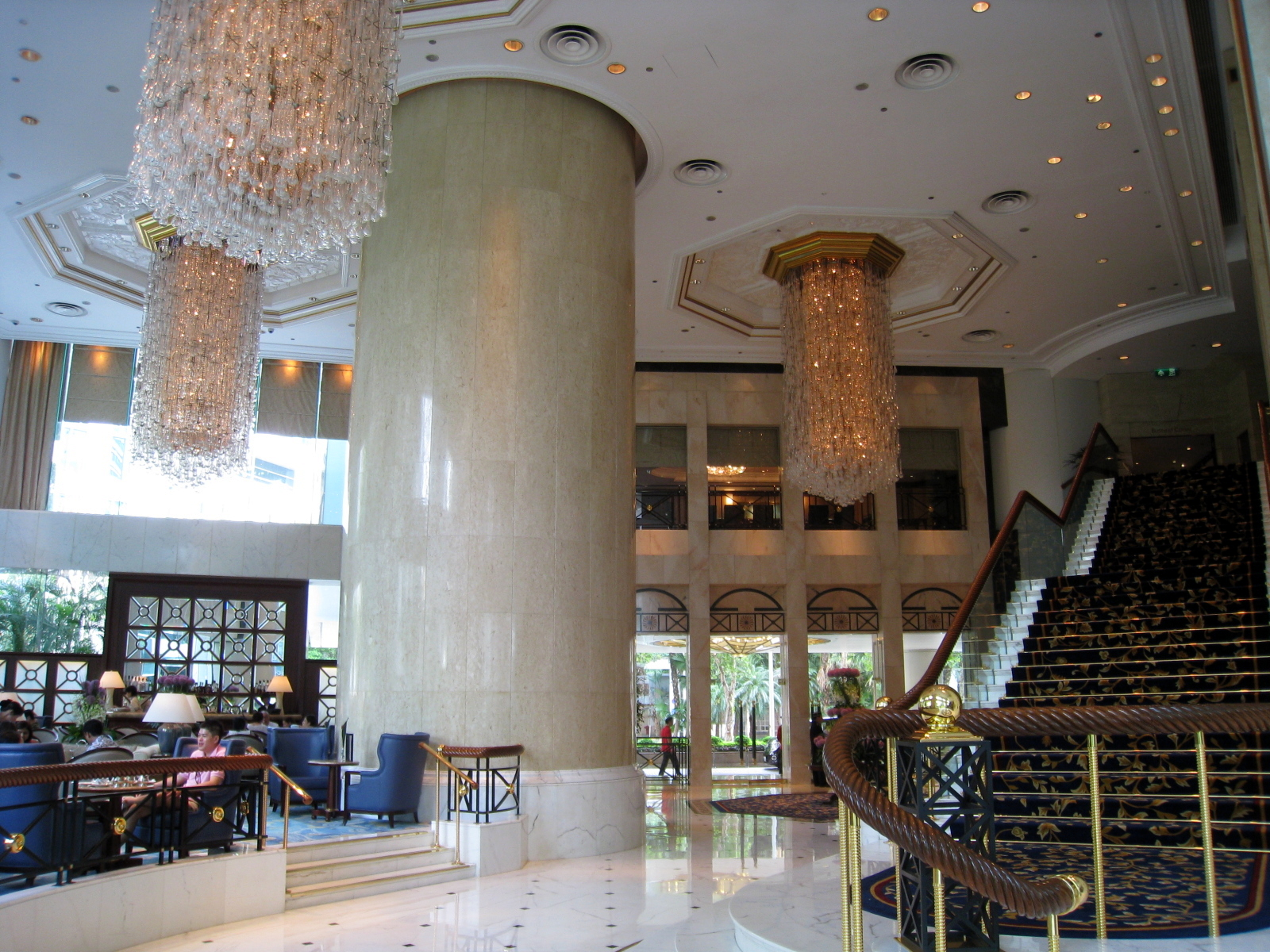
ホテルロビー

内装デザインを手掛けたのは  で、アトリウムには16階吹き抜けのシルク壁画があり、「偉大なる母国、中国（The Great Motherland of China）」と名付けられたこの作品は、中国のシルク壁画の中で屋内に展示されるものとしては最も大きなものだ。北京在住の40人の画家によって制作されたもので、41階から56階までのガラス張りのエレベーターから見ることができる。また、771のウィーン風シャンデリアが飾られ、カーペットはタイ・ピン社製で、同社のカーペットは中国とネパールの工場で手織りされている。
ホテルのそばには8万平方メートルの広さを誇る香港公園があり、朝にジョギングを楽しめるところが観光客に人気なのだと前の取締役副社長のウルフガング・クルーガーは述べている。

## 特徴

### アート・コレクション

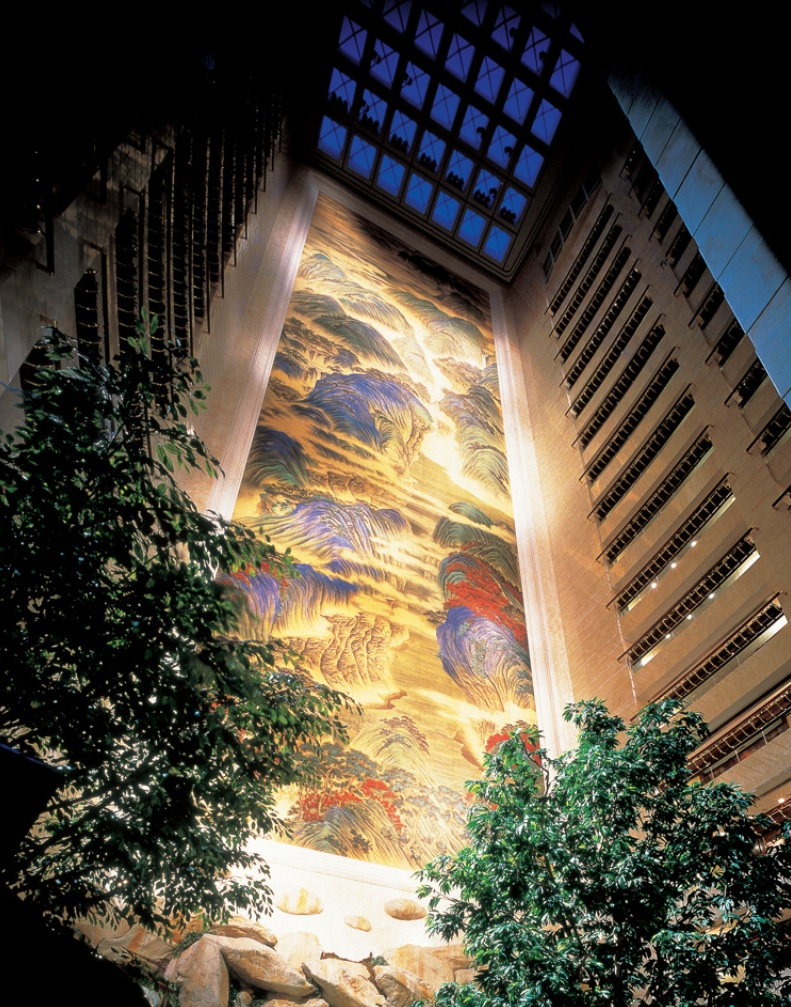
壁画「偉大なる母国、中国」

250枚のパネルからなり、40人の画家が6ヵ月かけて制作した「偉大なる母国、中国」がホテルのアート・コレクションの中核を成している。さらに900を超える芸術品を所有し、アート・フェアやオークションも開催されている。
ホテル内のボールルームで、ボナムズなどによるアジアのコンテンポラリー・アートに焦点を当てたオークションが開かれるのに加え、アート系起業家のDong Myeong Kimによるバンク・アート・フェアの会場にも選ばれたことがあり、2013年5月23－26日に開催されたアート・バーゼル香港の一環として、41階と42階に韓国の新進アーティスト100人の作品が展示された。

### 客室とスイート
ホテル内には、479平方フィートのスタンダード・ルームが531室、880平方フィートのエグゼクティヴ・スイートが17室、944平方フィートのハーバー・ヴュー・スイートが14室、さらに2,253平方フィートのプレジデンシャル・スイートが1室ある。各室に床から天井まである大きな窓があり、ヴィクトリア・ハーバーもしくはヴィクトリア・パークを眺めることができる。室内にはホテルのオリジナルブランドの香りが漂い、この香水は販売もされている。

### レストラン

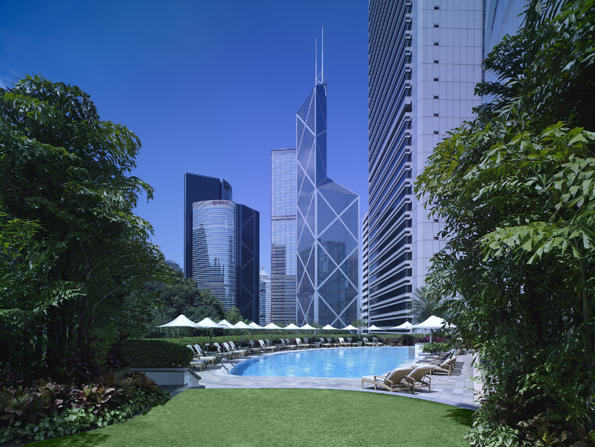
ホテル内のプール

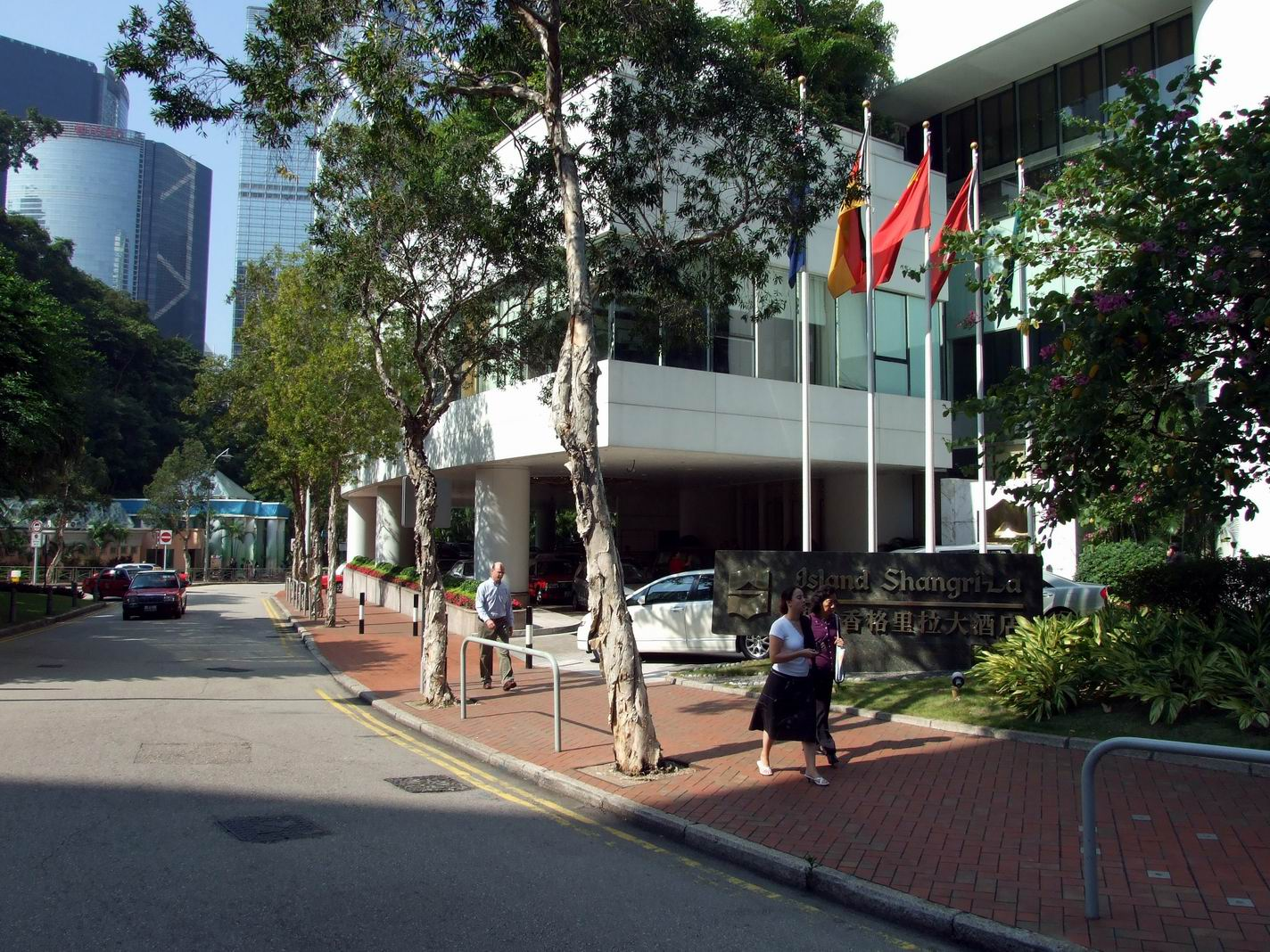
スプリーム・コート・ロードからのエントランス

ホテル内には8つのレストランがある。高級レストランにはミシュラン2つ星の広東料理レストラン「サマー・パレス（夏宮）」や、かつてミシュランガイドの1つ星を獲得したことがあるフレンチレストランの「レストラン・ペトルス」があり、両店とも2009年のミシュラン・ガイド香港／マカオ版で高い評価を受けた。

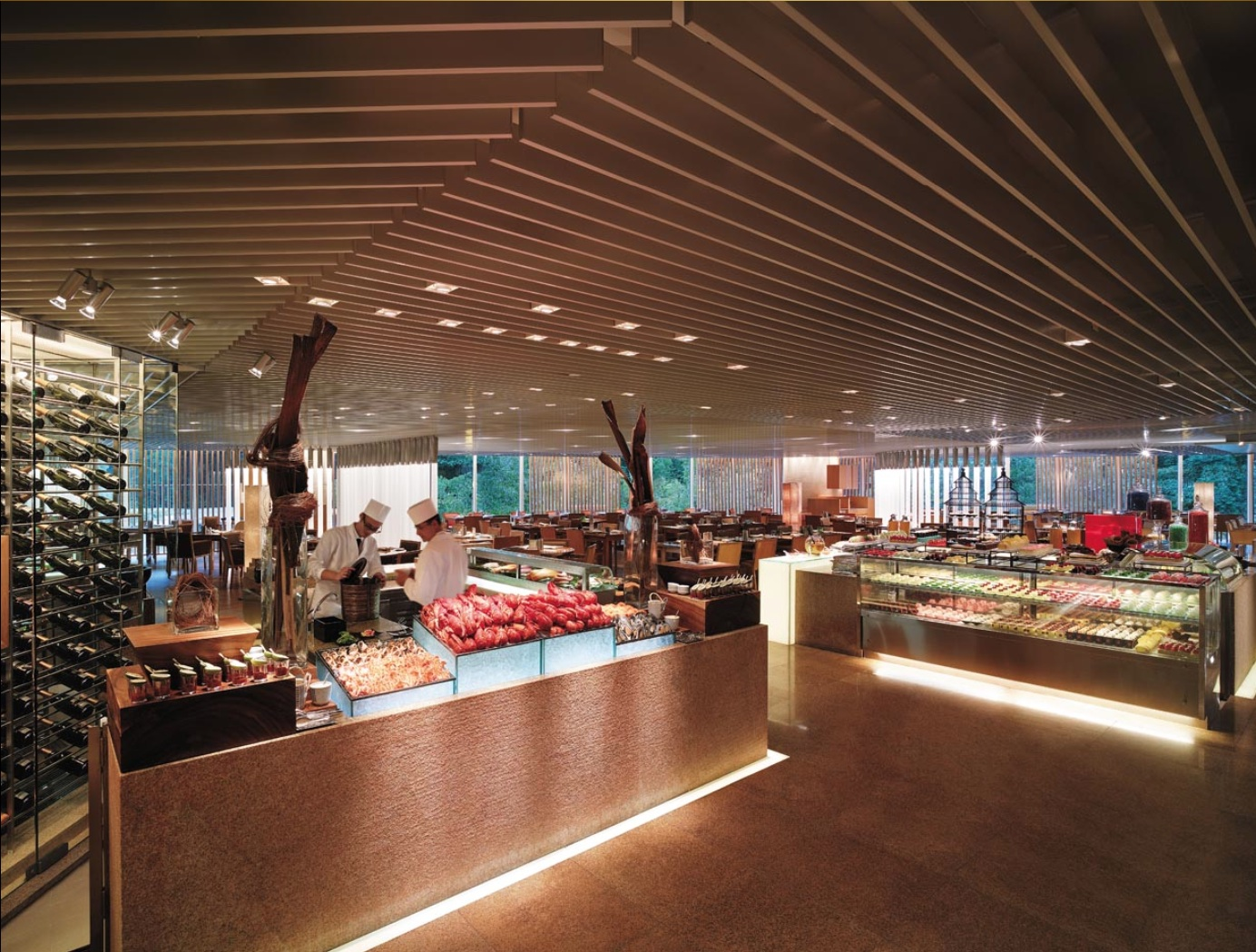
cafe TOO

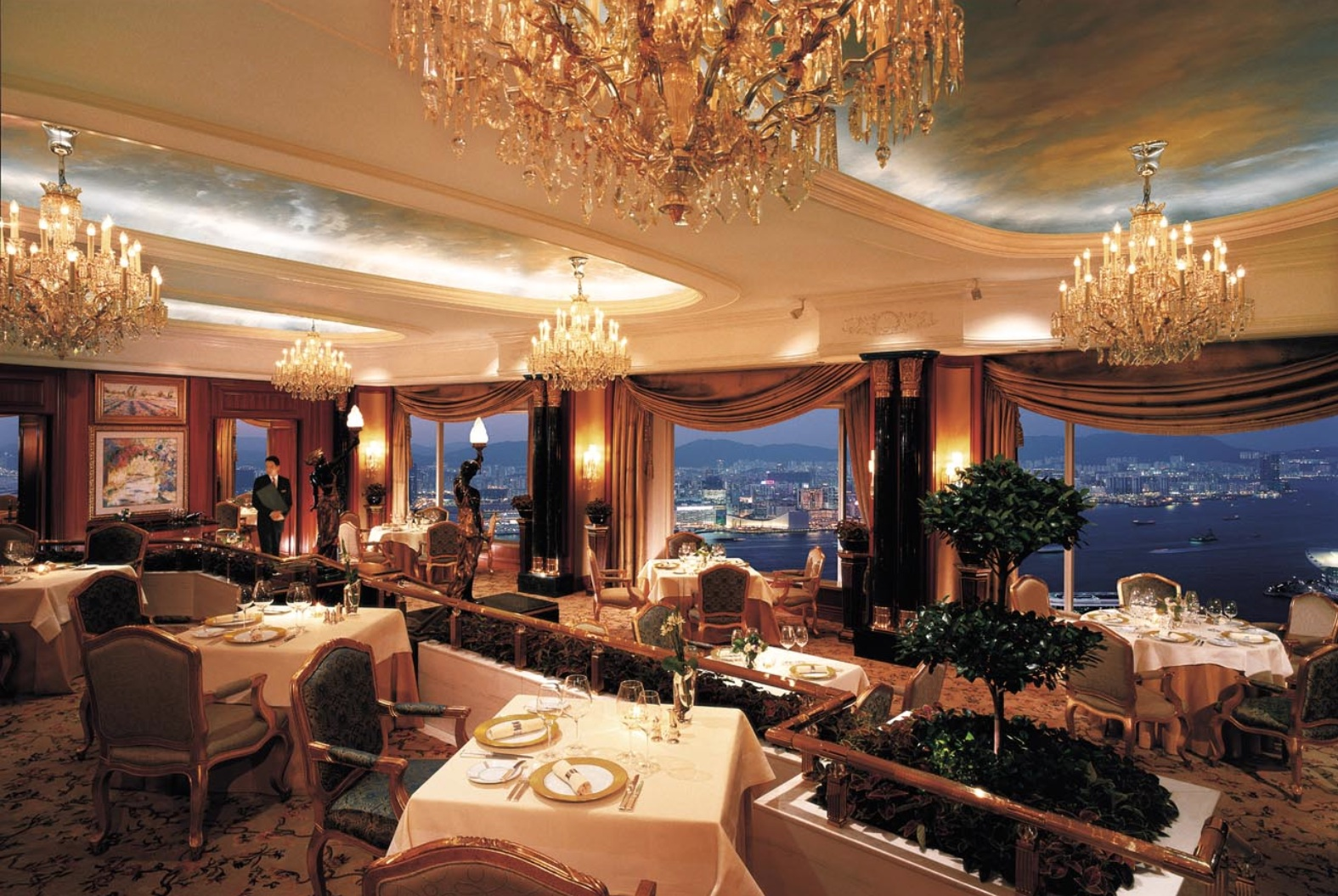
Restaurant Petrus

cafe TOO - ビュッフェ
日本のデザイン会社スーパー・ポテトが手掛けたカフェ・トゥーは、2001年10月にオープンした。これまでのビュッフェ・ダイニングのコンセプトを作り変えるため、7つのクッキング・シアターでそれぞれ異なるスタイルの料理を提供し、工場の組み立てラインに並ぶような感覚を取り除いている。料理には寿司やシーフード、飲茶、イタリアン、タイ料理、インド料理、西洋料理が取り揃えられている。
Island Gourmet - パティスリー
1992年のオープン以来、エリア・ペストリー・シェフのアラン・ギレ率いる アイランド・グルメは香港でも有数のパティストリーとして高く評価され、香港インターナショナル・キュリナリー・クラシックスで「銀賞」を受賞、香港フード・フェスティヴァル・キュリナリー・アウォード（西洋料理部門）で「最優秀デザート」賞を獲得している。
Lobby Lounge - インターナショナル
6階にあるロビー・ラウンジからは、樹齢130年で2400万香港ドルをかけて保存されているベンガルボダイジュや、オーストリア製のクリスタル・シャンデリアの下にあるトロピカル・ガーデンを眺めることができる。アフタヌーン・ティーが人気のほか、夜には5人編成の専属ジャズ・バンドによる生演奏を楽しむことができる。
Lobster Bar and Grill - ロブスター・バー＆グリル
ペルーの名物料理セビチェやフランス風シーバスなど、シェフのケヴィン・リーが「伝統的な料理に根差しつつ、革新的なひねりを加えて大胆にアップデートしたモダンなシーフード料理」を味わえる。
Nadaman / なだ万 - 和食
1830年に大阪で創業された懐石料理店のなだ万は、世界の政財界の要人に親しまれていることで有名だ。なだ万はシャングリ・ラ・ホテル 東京を代表するレストランであり、アイランド・シャングリ・ラの７階にある香港店では、鹿児島出身で首相官邸や衆議院官邸でも腕を振るってきた柳田健二が調理長を務めている。2010年には、カオルーン・シャングリ・ラにある姉妹店と共に、CNNトラベルによる「香港のベスト・レストラン 2010」で「ベスト・ジャパニーズ・レストラン」に選ばれている。
Restaurant Petrus - フレンチ
56階のレストラン・ペトルスは、受賞歴のある高級フレンチレストランで、シェフのフレデリック・シャベールはアラン・デュカスの3つ星レストラン「ル・ルイ・キャーンズ」にいたこともあり、フュージョンではなく伝統的なフランス料理に焦点を当てている。ペトルスには厳格なドレスコードがあるため、ジャケットなしで来店した男性は席に用意されたものを着用することになっている。料理にはフランスの生産者アニー・バーティンから送られる有機野菜が使用され、ワインリストには1,500種を超えるワインが並び、ハープなどの生演奏も楽しむことができる。
Summer Palace - 広東料理
スペアリブの土鍋煮込み、トウモロコシと蟹肉のスープ、クリスピーなポーク・ブリスケットといった広東料理が味わえるサマー・パレスは、ミシュランの２つ星を獲得し、特に北京ダックで有名。叶志祥総料理長はウェットマーケットで仕入れた素材を使用し、中国宮廷料理にインスピレーションを受けたメニューを揃えている。彼はまた、名高いコーネル・スクール・オブ・ホテル・アドミニストレーションで腕を振るった経験も持つ。
Waterwide Terrace - 屋外ダイニング
ヴィクトリア・パークのプールサイドを眺めるウォーターワイド・テラスは、カバナの下でカクテルを楽しめるタイ料理レストラン。

### ヘルス・クラブ
8階のヘルス・クラブでは、ヨガやピラティス、サーキット・トレーニングのクラスを受講できる。また、キャビア・クリスタル・スージングをはじめとするマッサージのメニューもあり、ホホバ、アーモンド、ペパーミント、ローズマリーなどのオイルを使ったヨーロッパ風の施術が受けられる。クラブ内には、女性専用が2室、カップル用が2室、男性専用が１室の計５室のトリートメントルームが用意されている。

## 受賞歴
- コンデナスト・トラベラー（アメリカ）のゴールド・リストにランクイン（2005年‐2013年）
- トリップアドバイザーのトラベラーズ・チョイス・アウォードにて「中国のトップ25ホテル、サービス部門」「中国のトップ25ラグジュアリーホテル「中国のトップ25ホテル」にランクイン（2012年‐2013年）[36]
- ビジネス・トラベラー（アジア環太平洋）より「香港のベスト・ビジネス・ホテル」[8] を３年連続[7]、「アジア環太平洋のベスト・ビジネス・ホテル」[37] を2年連続受賞（2012年）
- ビジネス・トラベラー（中国）より「香港のベスト・ビジネス・ホテル」を受賞（2011年‐2012年）[8][38]
- コンデナスト・トラベラー（アメリカ）の「中国のトップ35ホテル」にランクイン（2012年）
- トラベル＋レジャー（中国）の「中国のトップ100ホテル」にランクイン（2007年‐2012年）[39]
- トラベル＋レジャー（アメリカ）が選ぶ世界のベスト・ホテル500において「アジアのベスト・ホテル」にランクイン（2003年‐2012年）[40]
- 香港環境優秀賞のホテル／レクリエーショナルクラブ部門にてCertificate of Merit（賞状）を受賞（2012年）
- コンデナスト・トラベラー（アメリカ）の「アジアのトップ125ホテル」にランクイン（2011年）

## メディア評
カナダの新聞「ザ・ナショナル・ポスト」紙は、アイランド・シャングリ・ラ 香港のロビーを「樹齢130年のベンガルボダイジュに支えられたバーがあり、頭上にはオーストリア製のクリスタル・シャンデリアがいくつも輝いているという何とも目を見張る光景」と評した。
「経済的な緊張感（お金を稼ぐこと、消費することの両方において）に満ちた香港には、地球上で最上級と言えるホテルがいくつかある。このシャングリ・ラ ホテルはすべてのポイントを押さえ、ラグジュアリーな設備と完璧なサービスの両方を兼ね備えている」― Yahoo USAのフレディ・シャーマンによる2013年初めのレポート。